# Dakota Fanning
Hannah Dakota Fanning (Conyers, 23 de fevereiro de 1994) é uma atriz norte-americana.Fanning é conhecida por seus papéis em filmes de sucesso e longas-metragens independentes, tanto como atriz mirim quanto como adulta. Seus elogios incluem indicações para um Globo de Ouro, um Primetime Emmy Award e dois Screen Actors Guild Awards. Aos sete anos, seu desempenho no filme Uma Lição de Amor (2001) lhe rendeu uma indicação ao Screen Actors Guild Award, fazendo dela a indicada mais nova da história da premiação. Ainda na infância estrelou vários filmes de sucesso, como Grande Menina, Pequena Mulher (2003), Chamas da Vingança (2004), Guerra dos Mundos (2005), Sonhadora (2005) e A Menina e o Porquinho (2006).
Seguiu com papéis mais maduros, interpretando Lewellen em Hounddog (2007), Lily em A Vida Secreta das Abelhas (2008), o personagem homônimo em Coraline (2009), a cantora Cherie Currie em The Runaways (2010), e participou de quatro filmes da Saga Crepúsculo (2009-2012). Posteriormente, focou em produções independentes como o drama Now Is Good (2012) e o filme biográfico de Effie Gray (2014).
Em 2018, ela apareceu na comédia 8 Mulheres e um Segredo e teve um papel de protagonista na minissérie de drama de época The Alienist. Em 2019, interpretou Squeaky Fromme, no filme Once Upon a Time in Hollywood de Quentin Tarantino,

## Biografia
O seu pai, Steve Fanning, era jogador de beisebol e atualmente trabalha como empresário em Los Angeles. Sua mãe, Joy Fanning, era jogadora profissional de tênis. Ela queria colocar o nome "Hannah", mas seu pai queria "Dakota", então ficou Hannah Dakota Fanning, que ela usa entre amigos e família.
Dakota é irmã mais velha da também atriz, Elle Fanning.

## Carreira
Fanning começou estrelando pequenas peças de teatro na Georgia. Em 1999, aos cinco anos de idade, iniciou sua carreira de atuação profissional, aparecendo em comerciais de televisão. Seu primeiro papel significante foi na série E.R. - Plantão Médico, onde fez uma vítima de acidente de carro que tinha leucemia. Seguiram-se aparições em várias séries como Ally McBeal', CSI: Crime Scene Investigation e Spin City.

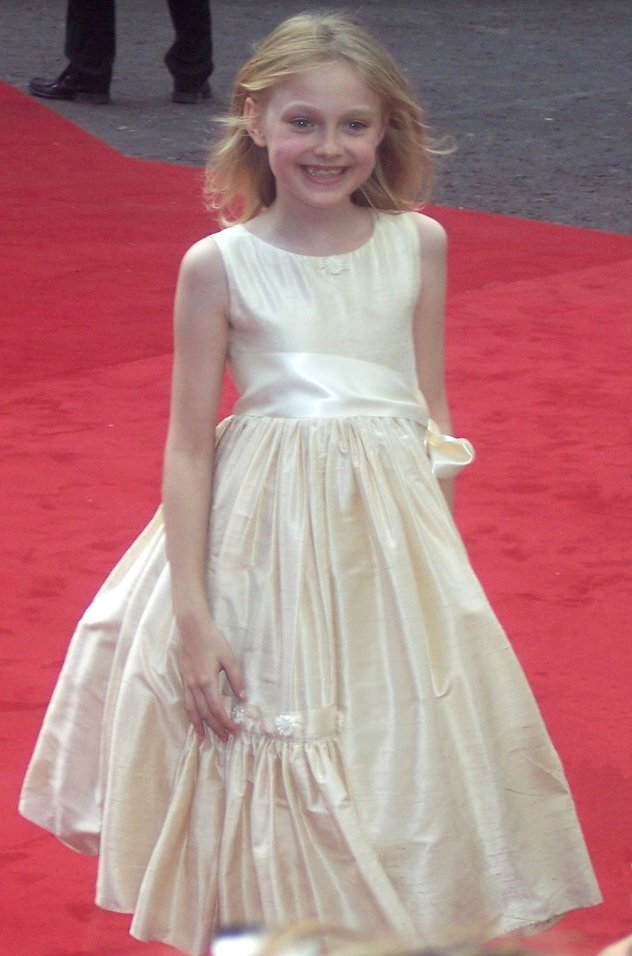
Dakota Fanning em Londres na estréia de Guerra dos Mundos (2005)

Em 2001, aos seis anos, Dakota fez sua estréia nos cinemas com o filme Uma Lição de Amor, dividindo a cena com o ator Sean Penn. Sua atuação foi aclamada pela critica e fez de Fanning a pessoa mais nova a ser indicada ao prêmio Screen Actors Guild, com sete anos de idade na época. Ela também ganhou o prêmio de Melhor Atriz Jovem do Broadcast Film Critics Association, por sua performance.
Em 2002, interpretou a versão jovem da personagem de Reese Witherspoon em Doce Lar, e atuou na minissérie do Sci-Fi Channel Taken. No ano seguinte protagonizou o filme Grande Menina, Pequena Mulher. Em 2004, fez uma aparição na décima temporada da série Friends, fazendo o papel de Mackenzie, uma jovem que está saindo da casa que Monica e Chandler estão comprando. No mesmo ano interpretou a pequena Lupita no filme Man on Fire, ao lado de Denzel Washington.
Em 2005, teve papel de destaque no filme Sonhadora, que foi sucesso de critica, e no sucesso de bilheteria Guerra dos Mundos, estrelando ao lado de Tom Cruise. Também fez uma dublagem na animação da Disney Lilo & Stitch 2: Stitch Has a Glitch.
Em 2006, Fanning trabalhou no filme Hounddog. Por sua participação nele, seus pais foram criticados por permitir que ela filmasse uma cena em que sua personagem é estuprada. No entanto, Fanning defendeu o filme dizendo: "Isso não está realmente acontecendo. É um filme, chama-se atuação". No mesmo ano, aos 12 anos, foi convidada para integrar a Academia de Artes e Ciências Cinematográficas, tornando-se a mais jovem integrante da história da Academia. Em 2007, ficou em 4.º lugar na lista da Forbes de jovens mais bem pagos com menos de 21 anos, tendo ganho cerca de 4 milhões de dólares em 2006.

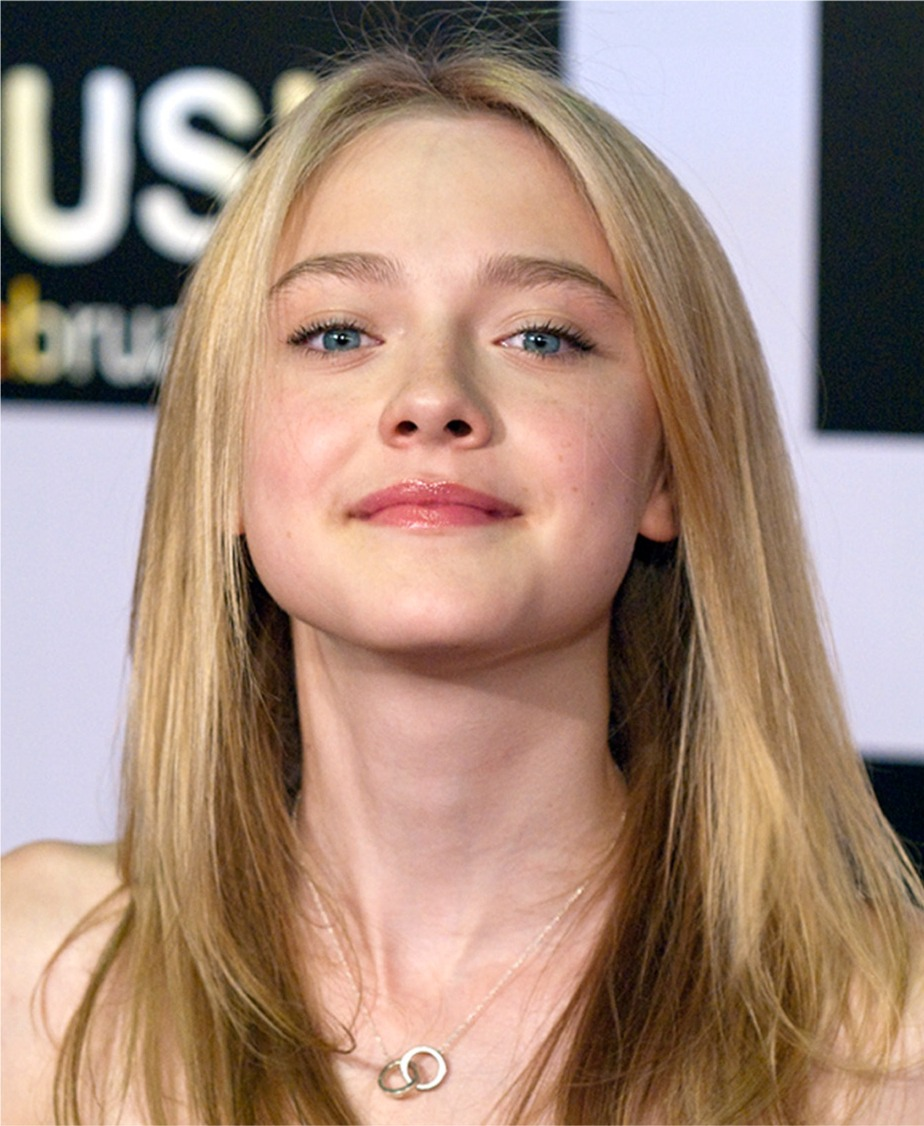
Fanning na estreia de Push (2009)

Em 2009, já adolescente, interpretou a vampira milenar Jane Volturi em New Moon, a segunda parte de Twilight e dublou Coraline Jones em Coraline e o Mundo Secreto. Em 2010, gravou Eclipse, terceira parte da saga. Dakota interpretou a cantora Cherie Currie em The Runaways, ao lado de Kristen Stewart, sua colega de trabalho em New Moon, Eclipse e Breaking Dawn – Part 2. No mesmo ano foi considerada pela revista Forbes a segunda atriz mais rentável do cinema.
Em 2017, Fanning estrelou a adaptação cinematográfica de The Bell Jar como Esther Greenwood. O longa foi dirigido pela atriz Kirsten Dunst.
Em 2018, aos 24 anos, estreou como diretora durante a 75.ª edição do Festival de Veneza, dentro do projeto Miu Miu Women Tales, que a cada ano escolhe atrizes para dirigirem um curta metragem que seja protagonizado por uma mulher. Seu curta "Hello Apartament" teve boa recepção do público e da crítica. No mesmo ano Fanning fez uma participação especial na comédia 8 Mulheres e um Segredo. Também estrelou a série The Alienist, do canal TNT, baseada no romance de mesmo nome. Em 6 de junho de 2018, Fanning foi anunciada no filme Once Upon a Time in Hollywood de Quentin Tarantino.

## Educação
Em junho de 2011, Fanning formou-se no ensino secundário pela famosa Campbell Hall School, uma escola particular, localizada na região de Studio City na cidade de Los Angeles na Califórnia, onde fez parte da equipe de líderes de torcida do time do colégio e foi eleita rainha do baile de formatura.
De 2011 até 2014, frequentou a Gallatin School of Individualized Study da Universidade de Nova Iorque, onde se formou em estudos femininos, com foco na representação de mulheres no cinema e na cultura. Dakota participa de diversos movimentos pela igualdade de gênero no cinema, e apoiou o Movimento Me Too.

## Filmografia
| Ano  | Filme                                                     | Personagem                       | Nota                      |
| ---- | --------------------------------------------------------- | -------------------------------- | ------------------------- |
| 1999 | ER - Temporada 6 - Episódio 19                            |                                  |                           |
| 1999 | Ally McBeal - Temporada 3 - Episódio 21                   | Ally aos 5 anos                  |                           |
| 2000 | The Practice - Temporada 5 - Episódio 9                   |                                  |                           |
| 2000 | Strong Medicine - Temporada 1 - Episódio 3                | Filha de Edie                    |                           |
| 2000 | Spin City - Temporada 5 - Episódio 10                     |                                  |                           |
| 2000 | Malcolm in the Middle - Temporada 2 - Episódio 13         |                                  |                           |
| 2000 | CSI: Crime Scene Investigation - Temporada 1 - Episódio 7 | Brenda Collins                   |                           |
| 2001 | Uma Lição de Amor                                         | Lucy Diamond Dawson              |                           |
| 2001 | Uma Família da Pesada - Temporada 3 - Episódio 12         | Garotinha                        | Voz                       |
| 2001 | The Ellen Show - Temporada 1 - Episódio 9                 |                                  |                           |
| 2001 | Gatos Numa Roubada                                        | Little Girl in Park              |                           |
| 2002 | Taken - Temporada 1                                       | Allie Keys                       |                           |
| 2002 | Hansel & Gretel                                           | Katie                            |                           |
| 2002 | Grande Menina, Pequena Mulher                             | Ray Schleine                     |                           |
| 2002 | Encurralada                                               | Abby Jennings                    |                           |
| 2002 | Doce Lar                                                  | Melanie criança                  |                           |
| 2003 | O Gato (2003)                                             | Sally                            |                           |
| 2003 | Friends - Temporada 10 - Episódio 14                      | Mackenzie                        |                           |
| 2004 | O Amigo Oculto                                            | Emily Callaway                   |                           |
| 2004 | Liga da Justiça - Temporada 3 - Episódio 3                | Versão infantil Mulher-Maravilha | Voz                       |
| 2004 | Magnata do Zoológico 2                                    | Allegra Healy                    |                           |
| 2004 | Chamas da Vingança                                        | Pita                             |                           |
| 2005 | Sonhadora                                                 | Cale Crane                       |                           |
| 2005 | Questão de Vida                                           | Maria                            |                           |
| 2005 | Lilo & Stitch 2 - Stitch Deu Defeito                      | Lilo                             |                           |
| 2005 | Guerra dos Mundos                                         | Rachel Ferrier                   |                           |
| 2006 | A Menina e o Porquinho                                    | Fern                             |                           |
| 2007 | O Efeito da Fúria                                         | Anne Hagen                       |                           |
| 2007 | Hounddog                                                  | Lewellen                         |                           |
| 2007 | Cutlass                                                   | Lacy                             | Curta-metragem            |
| 2008 | A Vida Secreta das Abelhas                                | Lily Owens                       |                           |
| 2009 | Heróis                                                    | Cassie Holmes                    | Elenco principal          |
| 2009 | A Saga Crepúsculo: Lua Nova                               | Jane Volturi                     |                           |
| 2009 | Coraline                                                  | Coraline Jones                   | Voz                       |
| 2010 | The Runaways - Garotas do Rock                            | Cheri Currie                     |                           |
| 2010 | A Saga Crepúsculo: Eclipse                                | Jane Volturi                     |                           |
| 2011 | A Saga Crepúsculo: Amanhecer - Parte 1                    | Jane Volturi                     | Participação pós créditos |
| 2012 | The Motel Life                                            | Annie James                      |                           |
| 2012 | Agora e Para Sempre                                       | Tessa Scott                      |                           |
| 2012 | A Saga Crepúsculo: Amanhecer - Parte 2                    | Jane Volturi                     |                           |
| 2013 | Movimentos Noturnos                                       | Dena Brauer                      |                           |
| 2013 | Garotas Inocentes                                         | Lilly Berger                     |                           |
| 2013 | A Última Aventura de Robin Hood                           | Beverly Aadland                  |                           |
| 2014 | Viena and the Fantomes                                    | Vienna                           |                           |
| 2014 | Um Passado Sombrio                                        | Ronnie Fuller                    |                           |
| 2014 | O Passarinho Amarelo                                      | Delf                             |                           |
| 2014 | Effie Gray - Uma Paixão Reprimida                         | Effie Gray                       |                           |
| 2015 | O Bemfeitor                                               | Olivia                           |                           |
| 2016 | American Pastoral                                         | Merry Levov                      |                           |
| 2016 | Amaldiçoada                                               | Liz                              |                           |
| 2017 | The Bell Jar                                              | Esther Greenwood                 | Produtora                 |
| 2017 | Please Stand By                                           | Wendy                            |                           |
| 2018 | The Alienist                                              | Sara Howard                      |                           |
| 2018 | Oito Mulheres e um Segredo                                | Penelope Stern                   |                           |
| 2019 | Once Upon a Time in Hollywood                             | Squeaky Fromme                   |                           |
| 2019 | Sweetness in the Belly                                    | Lilly Abdal                      |                           |

## Prêmios e Indicações
| Ano  | Prêmiação                                    | Trabalho          | Categoria                    |
| ---- | -------------------------------------------- | ----------------- | ---------------------------- |
| 2002 | Broadcast Film Critics Association Award     | I Am Sam          | Melhor atriz jovem           |
| 2002 | Las Vegas Film Critics Society               | I Am Sam          | Jovem em filme               |
| 2002 | Satellite Award                              | I Am Sam          | Revelação                    |
| 2003 | Young Artist Award                           | Taken             | Melhor atriz jovem           |
| 2005 | MTV Movie Awards                             | Hide and Seek     | Melhor performance de terror |
| 2005 | Festival Internacional de Cinema de Locarno  | Nine Lives        | Melhor atriz                 |
| 2005 | Sociedade de Críticos de Cinema de Las Vegas | War of the Worlds | Jovem em filme               |
| 2006 | Saturn Award                                 | War of the Worlds | Melhor jovem atriz           |
| 2006 | Young Artist Award                           | Dreamer           | Melhor atriz                 |
| 2006 | Broadcast Film Critics Association Award     | War of the Worlds | Melhor jovem atriz           |
| 2007 | Nickelodeon Kids' Choice Awards              | Charlotte's Web   | Atriz de filme               |
| 2010 | Young Artist Award                           | Coraline          | Melhor atriz                 |